# Coppa Nordamericana di bob 2021
La Coppa Nordamericana di bob 2021, ufficialmente denominata IBSF Bobsleigh North American Cup 2020/21, è l'edizione 2020-2021 del circuito continentale nordamericano del bob, manifestazione organizzata annualmente dalla Federazione Internazionale di Bob e Skeleton; è iniziata il 15 gennaio 2021 a Park City, negli Stati Uniti d'America e si è conclusa il 4 febbraio 2021 a Lake Placid, sempre negli Stati Uniti. Erano previste ventuno gare: sette per le donne e quattordici per gli uomini in tre differenti località.
Il circuito nordamericano avrebbe dovuto concludersi il 9 marzo 2021 a Whistler in Canada, appuntamento tuttavia mai ufficialmente confermato, il quale venne definitivamente cancellato il 13 febbraio; inoltre le due gare del bob a due femminile previste per il 3 e il 4 febbraio a Lake Placid non sono state disputate per ragioni non note.

## Calendario
| Località    | Data               | Donne     | Uomini    | Uomini        |
| Località    | Data               | Bob a due | Bob a due | Bob a quattro |
| ----------- | ------------------ | --------- | --------- | ------------- |
| Park City   | 15–23 gennaio 2021 | ●●●       | ●●●       | ●●●           |
| Lake Placid | 1º–4 febbraio 2021 |           | ●●        | ●●            |
| Totale      | Totale             | 3         | 5         | 5             |

| Lake Placid | 3–4 febbraio 2021 | ●● |    |    | Gare presenti nel calendario iniziale ma non disputate |
| Whistler    | 5–9 marzo 2021    | ●● | ●● | ●● | 13 febbraio 2021                                       |

## Risultati

### Donne
| Data            | Località  | Specialità | Prime classificate                     | Seconde classificate                         | Terze classificate                     |
| --------------- | --------- | ---------- | -------------------------------------- | -------------------------------------------- | -------------------------------------- |
| 21 gennaio 2021 | Park City | A due      | Nicole Vogt Kaysha Love Stati Uniti    | Brittany Reinbolt Colleen Fotsch Stati Uniti | Carrie Russell Sasha Jones Giamaica    |
| 22 gennaio 2021 | Park City | A due      | Nicole Vogt Kiel Kelsey Stati Uniti    | Brittany Reinbolt Kaysha Love Stati Uniti    | Riley Compton Emma Baumert Stati Uniti |
| 23 gennaio 2021 | Park City | A due      | Nicole Vogt Colleen Fotsch Stati Uniti | Brittany Reinbolt Kiel Kelsey Stati Uniti    | Carrie Russell Sasha Jones Giamaica    |

### Uomini
| Data             | Località    | Specialità | Primi classificati                                                             | Secondi classificati                                                   | Terzi classificati                                                     |
| ---------------- | ----------- | ---------- | ------------------------------------------------------------------------------ | ---------------------------------------------------------------------- | ---------------------------------------------------------------------- |
| 15 gennaio 2021  | Park City   | A due      | Sam Moeller Joshua Williamson Stati Uniti                                      | Hunter Church Hakeem Abdul-Saboor Stati Uniti                          | Frank Delduca Manteo Mitchell Stati Uniti                              |
| 16 gennaio 2021  | Park City   | A due      | Frank Delduca Hakeem Abdul-Saboor Stati Uniti                                  | Hunter Church nd Stati Uniti                                           | Sam Moeller Alex Mustard Stati Uniti                                   |
| 17 gennaio 2021  | Park City   | A due      | Sam Moeller Hakeem Abdul-Saboor Stati Uniti                                    | Hunter Church Joshua Williamson Stati Uniti                            | Frank Delduca Manteo Mitchell Stati Uniti                              |
| 21 gennaio 2021  | Park City   | A quattro  | Hunter Church Volker Charles Joshua Williamson Hakeem Abdul-Saboor Stati Uniti | Sam Moeller Michael Fogt Chris Walsh Alex Mustard Stati Uniti          | Tyler Hickey Blueberg Chase David Simon Jamil Muhammed-Ray Stati Uniti |
| 22 gennaio 2021  | Park City   | A quattro  | Hunter Church Volker Charles Joshua Williamson Hakeem Abdul-Saboor Stati Uniti | Tyler Hickey Blueberg Chase David Simon Jamil Muhammed-Ray Stati Uniti | Sam Moeller Michael Fogt Chris Walsh Alex Mustard Stati Uniti          |
| 23 gennaio 2021  | Park City   | A quattro  | Hunter Church Volker Charles Joshua Williamson Hakeem Abdul-Saboor Stati Uniti | Tyler Hickey Blueberg Chase David Simon Jamil Muhammed-Ray Stati Uniti | Sam Moeller Michael Fogt Chris Walsh Alex Mustard Stati Uniti          |
| 1º febbraio 2021 | Lake Placid | A due      | Hunter Church Hakeem Abdul-Saboor Stati Uniti                                  | Frank Delduca Volker Charles Stati Uniti                               | Sam Moeller Alex Mustard Stati Uniti                                   |
| 2 febbraio 2021  | Lake Placid | A due      | Hunter Church Joshua Williamson Stati Uniti                                    | Tyler Hickey Alex Mustard Stati Uniti                                  | Sam Moeller Michael Fogt Stati Uniti                                   |
| 3 febbraio 2021  | Lake Placid | A quattro  | Hunter Church Hakeem Abdul-Saboor Joshua Williamson Volker Charles Stati Uniti | Frank Delduca Chris Avery Dakota Lynch Manteo Mitchell Stati Uniti     | Sam Moeller Michael Fogt Anthony Rosselli Alex Mustard Stati Uniti     |
| 4 febbraio 2021  | Lake Placid | A quattro  | Hunter Church Hakeem Abdul-Saboor Joshua Williamson Volker Charles Stati Uniti | Frank Delduca Chris Avery Dakota Lynch Manteo Mitchell Stati Uniti     | Sam Moeller Michael Fogt Anthony Rosselli Alex Mustard Stati Uniti     |

## Classifiche

### Bob a due donne
| Pos. | Nome pilota       | Nazione     | PKC-1 | PKC-2 | PKC-3 | Punti |
| ---- | ----------------- | ----------- | ----- | ----- | ----- | ----- |
| 1    | Nicole Vogt       | Stati Uniti | 1     | 1     | 1     | 360   |
| 2    | Brittany Reinbolt | Stati Uniti | 2     | 2     | 2     | 330   |
| 3    | Carrie Russell    | Giamaica    | 3     | 4     | 3     | 300   |
| 4    | Riley Compton     | Stati Uniti | 4     | 3     | 4     | 294   |

### Bob a due uomini
| Pos. | Nome pilota   | Nazione     | PKC-1 | PKC-2 | PKC-3 | LAK-1 | LAK-2 | Punti |
| ---- | ------------- | ----------- | ----- | ----- | ----- | ----- | ----- | ----- |
| 1    | Sam Moeller   | Stati Uniti | 1     | 3     | 1     |       |       | 342   |
| 2    | Hunter Church | Stati Uniti | 2     | 2     | 2     |       |       | 330   |
| 3    | Frank Delduca | Stati Uniti | 3     | 1     | 3     |       |       | 324   |
| 4    | Tyler Hickey  | Stati Uniti | 4     | 4     | 4     |       |       | 288   |
| 5    | Dave Nicholls | Israele     | 5     | 5     | 5     |       |       | 276   |

### Bob a quattro uomini
| Pos. | Nome pilota   | Nazione     | PKC-1 | PKC-2 | PKC-3 | LAK-1 | LAK-2 | Punti |
| ---- | ------------- | ----------- | ----- | ----- | ----- | ----- | ----- | ----- |
| 1    | Hunter Church | Stati Uniti | 1     | 1     | 1     |       |       | 360   |
| 2    | Tyler Hickey  | Stati Uniti | 3     | 2     | 2     |       |       | 322   |
| 3    | Sam Moeller   | Stati Uniti | 2     | 3     | 3     |       |       | 314   |
| 4    | Frank Delduca | Stati Uniti | 4     | 4     | 4     |       |       | 288   |
| 5    | Dave Nicholls | Israele     | 5     | 5     | DNS   |       |       | 184   |

### Combinata uomini
| Pos. | Nome pilota   | Nazione     | Punti |
| ---- | ------------- | ----------- | ----- |
| 1    | Hunter Church | Stati Uniti | 690   |
| 2    | Sam Moeller   | Stati Uniti | 656   |
| 3    | Frank Delduca | Stati Uniti | 612   |
| 4    | Tyler Hickey  | Stati Uniti | 610   |
| 5    | Dave Nicholls | Israele     | 460   |